# Futura (film 2021 Sanfelice)
Futura è un film del 2021 diretto da Lamberto Sanfelice.

## Trama
Louis abbandona la sua carriera di trombettista jazz appena arrivano i primi ostacoli e decidendo di lavorare come tassista spacciando cocaina con una transessuale cilena di nome Lucya. Quando Nico, un amico di suo padre, gli chiede di tornare a suonare ad un concerto vede un'opportunità di ricominciare.

## Distribuzione
Il film è stato distribuito nelle sale cinematografiche italiane a partire dal 17 giugno 2021.